# Doryctophasmus rubrotestaceus
Doryctophasmus rubrotestaceus är en stekelart som först beskrevs av Granger 1949.  Doryctophasmus rubrotestaceus ingår i släktet Doryctophasmus och familjen bracksteklar. Inga underarter finns listade i Catalogue of Life.